# Santuário de Nossa Senhora da Nazaré

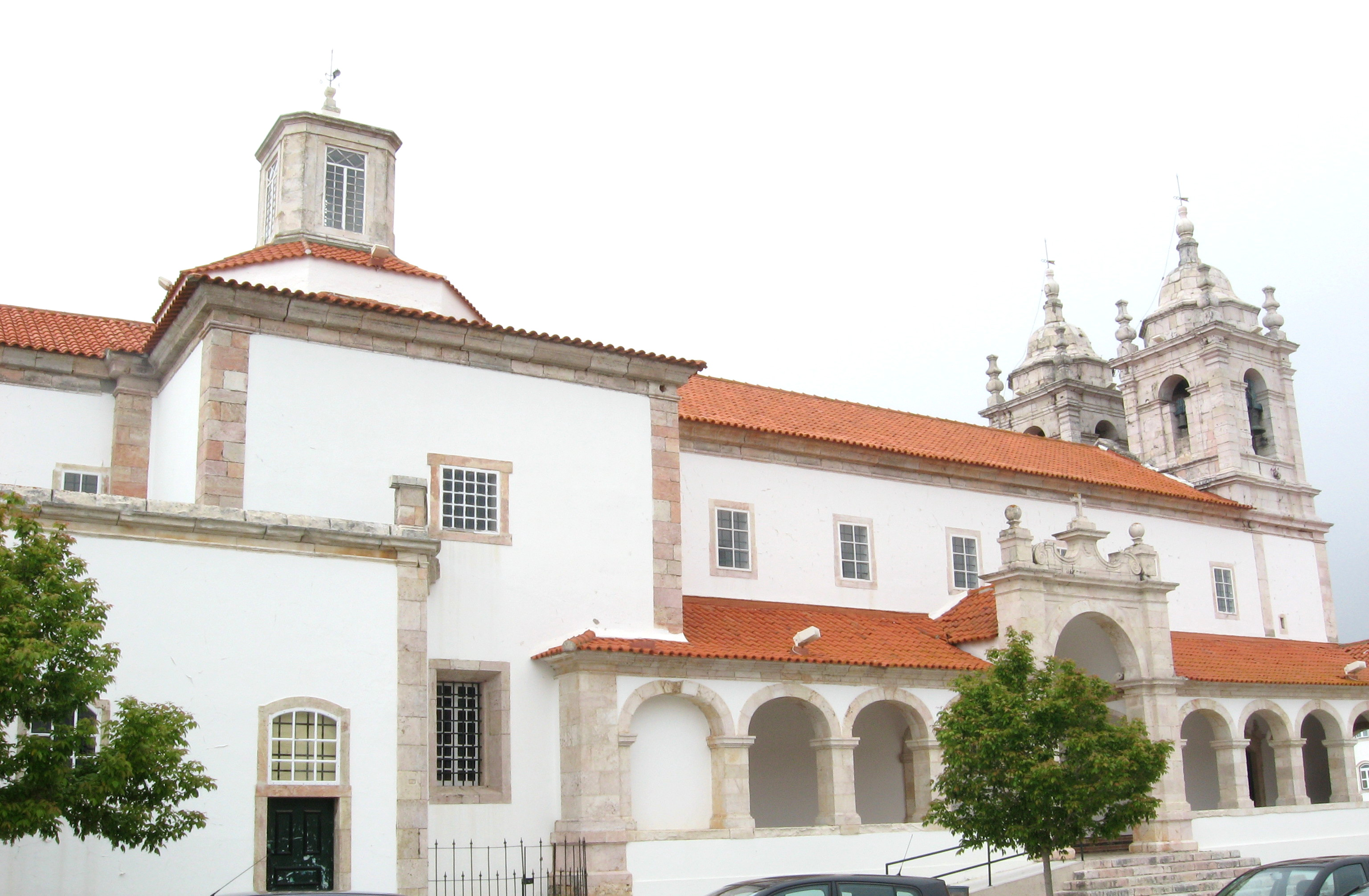
Fachada lateral sul

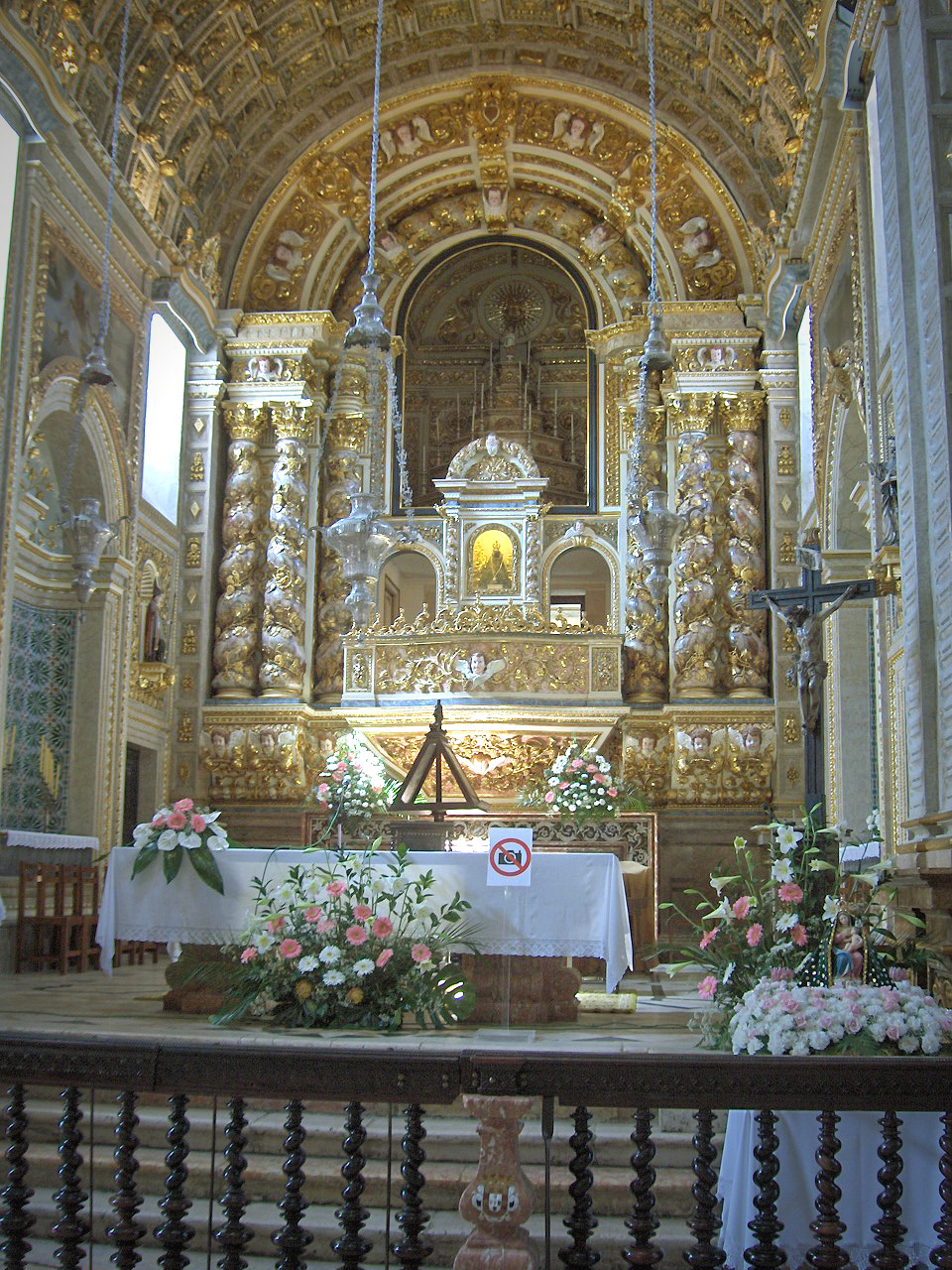
Capela-mor

O Santuário de Nossa Senhora da Nazaré, também referido como Igreja de Nossa Senhora da Nazaré, fica situado no Sítio da Nazaré, um bairro da vila da Nazaré, Portugal.
No seu interior, guarda-se a sagrada imagem de Nossa Senhora da Nazaré, uma Virgem Negra, esculpida em madeira, trazida de Mérida para este Sítio, no ano de 711. A história desta imagem é contada na Lenda da Nazaré.
No Sítio existem ainda os três santuários onde se venerou, e venera, a imagem desde que, segundo a lenda, ali chegou no ano de 711, levada por frei Romano, monge do mosteiro de Cauliana [es]. O monge fugiu dos invasores muçulmanos após a derrota do exército cristão na batalha de Guadalete, na companhia de D. Rodrigo, o último rei visigodo, fugitivo após a derrota do seu exército frente aos invasores muçulmanos. A escolha do destino, no litoral Atlântico, advém porventura da existência nas proximidades de um mosteiro visigótico, do qual subsiste a igreja de São Gião,[carece de fontes?] classificada como Monumento Nacional em 1986.
O primeiro santuário neste Sítio é uma pequena gruta feita pelo homem, junto à arriba, cento e dez metros acima da praia oceânica. A imagem foi ali colocada, por frei Romano, sobre um altar. Este santuário (erigido provavelmente na época pré-histórica) serviu-lhe de eremitério no qual viveu até à sua morte. Conforme a sua vontade foi sepultado no solo da gruta pelo rei Rodrigo, que vivia ali perto, no monte de São Bartolomeu. O ex-rei após a morte do monge partiu para os arredores de Viseu onde terminou os seus dias como ermitão[carece de fontes?] e onde teria sido sepultado. A imagem de Nossa Senhora da Nazaré conservou-se neste santuário de 711 a 1182.[carece de fontes?]
O segundo santuário, a Capela da Memória, foi construído à beira da falésia, sobre a gruta, por iniciativa de D. Fuas Roupinho após o milagre que o salvou, em 1182. É um pequeno edifício de planta quadrada, com abóbada piramidal. A imagem foi aqui venerada de 1182 a 1377.
O terceiro santuário de Nossa Senhora da Nazaré, onde actualmente se venera a sagrada imagem, foi fundado pelo rei D. Fernando I, em 1377. Em inícios do século XVII começou a ser reconstruído, tendo-se prolongado as obras, faseadamente, até final do século XIX, época na qual, adquiriu a sua forma actual onde nenhum elemento faz suspeitar das suas origens medievais. A reconstrução do templo iniciou-se com a obra da capela-mor, virada a poente, os corredores e as salas que a rodeiam, das quais sobressai a sacristia devido às suas dimensões e à sua localização por trás da capela-mor.
O Santuário de Nossa Senhora da Nazaré está classificado como Imóvel de Interesse Público desde 1978.

## Descrição arquitetónica
O santuário ergue-se ao fundo de um espaçoso terreiro, num plano superior. O acesso ao interior faz-se por uma escadaria semicircular, passando-se pelos alpendres. De cada lado da fachada estende-se um corpo de edifícios de dois pisos. Transposto o pórtico entra-se na igreja de uma só nave, em forma de cruz latina, medindo 42 m de comprimento por 10 m de largura.
No corpo da igreja, iluminado por oito janelas, com cobertura semi-cilíndrica de madeira apainelada, existem quatro altares de talha dourada, de 1756, e dois púlpitos da mesma época. À entrada, sustentado por colunas dóricas caneladas, ergue-se o coro alto com um órgão no centro. Acede-se ao cruzeiro, coberto por uma cúpula de pedra com lanternim, por um grande arco encimado pelas armas reais. Em cada braço do transepto, coberto por abóbada de pedra, há um altar, estando as paredes dos topos cobertas por azulejos holandeses, que adornam as paredes de alto a baixo como tapeçarias. No braço direito os painéis descrevem cenas da vida de David. À esquerda mostram episódios da vida de José, filho de Jacob. Existem ainda dois outros painéis, com cenas do episódio bíblico de Jonas o profeta, com a baleia, encimados por anjos, situados sobre as portas que conduzem aos alpendres. No vão da porta sul veem-se dois painéis mutilados com figuras de convite em forma de soldado romano. Todos estes painéis do transepto, num total de 6 568 azulejos, foram encomendados pela administração do santuário, em 1708, à empresa de Wilhelm van der Kloet (1666-1747), em Amesterdão, na Holanda.
A capela-mor, coberta por abóboda redonda, em pedra, está separada do restante espaço por uma balaustrada em pau santo, com colunas de mármore. O seu piso é de embutidos de mármore de várias cores e está elevado cinco degraus. Ao fundo o retábulo barroco, com colunas salomónicas de talha dourada e policromada, contem o nicho com vidraça onde se venera a sagrada imagem por trás e acima do altar-mor.
Tanto a sacristia como os corredores e outras salas em torno da capela-mor estão profusamente decoradas com azulejos portugueses de inícios de setecentos, da oficina lisboeta de António de Oliveira Bernardes. São de destacar os painéis da abóbada do corredor sul, com a assunção da Virgem, e os das paredes da sacristia, com profetas. Esta imponente sala tem tecto de caixotões com as armas reais no centro, tem arcazes encimados por telas cuja temática é a lenda da Nazaré, tem as paredes forradas a azulejo, do século XVII, e o chão de mosaico hidráulico, do século XIX. Entre os arcazes está um altar com um calvário, em frente à porta. Junto ao tecto estão colocadas seis grandes telas alusivas à Paixão de Cristo. É daqui que parte a escadaria de ferro que conduz os peregrinos até junto da sagrada imagem de Nossa Senhora da Nazaré, na capela-mor.